# Parque nacional Riding Mountain
El Parque Nacional Montaña Riding (en inglés, Riding Mountain National Park) es un parque nacional de Canadá ubicado en el suroeste de la provincia de Manitoba. 
El parque es el hogar de lobos, alces, osos negros, cientos de especies de aves, innumerables insectos y un rebaño cautivo de bisontes. Es más fácil llegar por la carretera 10, que atraviesa el parque. La entrada sur se encuentra en el poblado de Wasagaming. 

## Fauna y flora
Alces, ciervos, castores, puercoespines, lobos grises, pumas y gansos. El parque cuenta con una de las mayores poblaciones de osos negros de Norteamérica. También hay bisontes salvajes ubicados cerca del Lago Audy.
El Parque Nacional Riding Mountain es también conocido por sus flores silvestres y una amplia gama de vegetación singular, la mayoría de los cuales no se ven en ningún otro lugar de Canadá.

## Actividades
En el parque se pueden realizar las actividades habituales de recreo al aire libre, como paseos, ciclismo, monta a caballo, esquí, pesca, náutica, canoa/kayak, vela, natación, buceo, campamentos, pícnic, golf, tenis y skateboarding.

## Galería

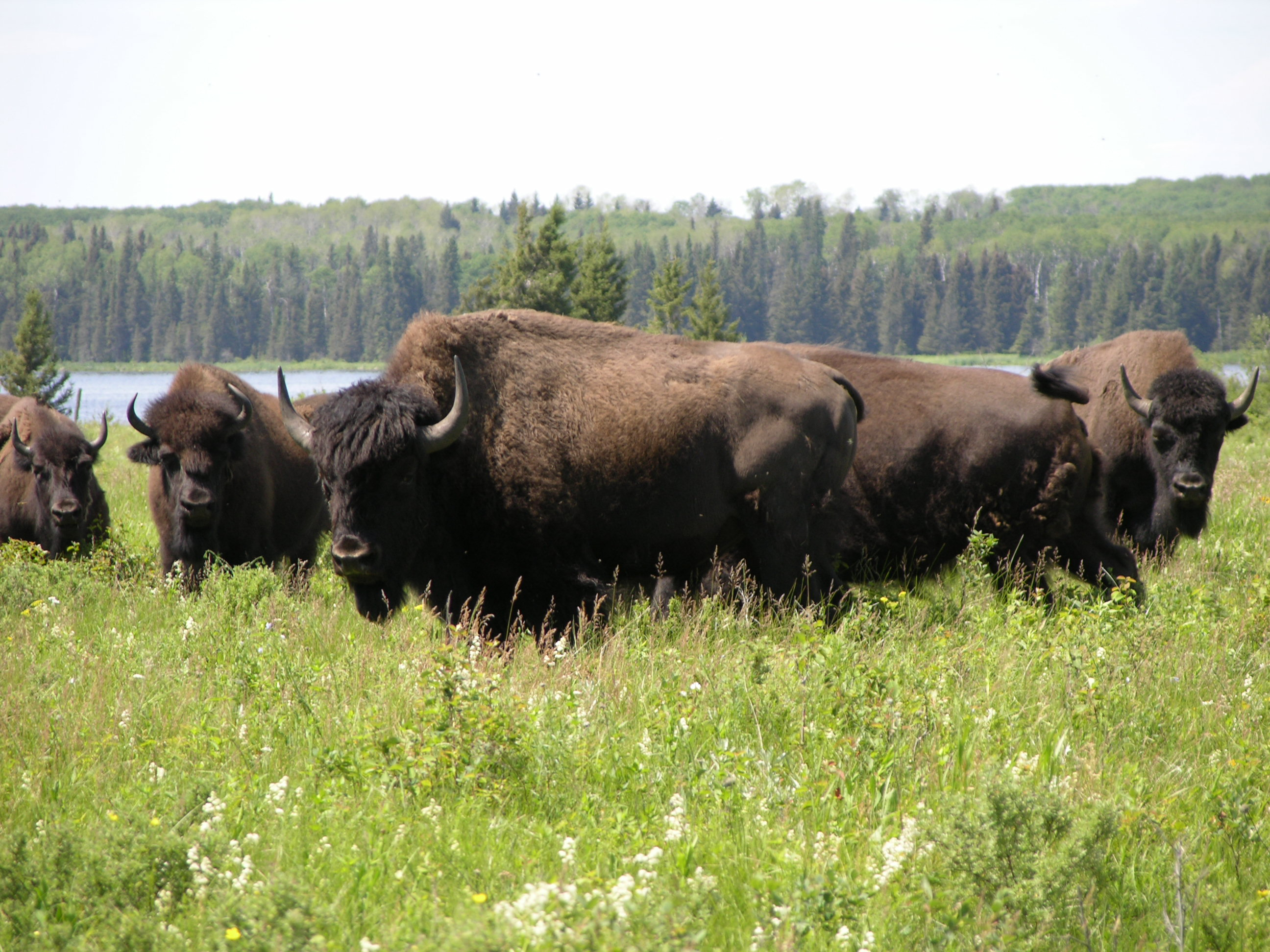
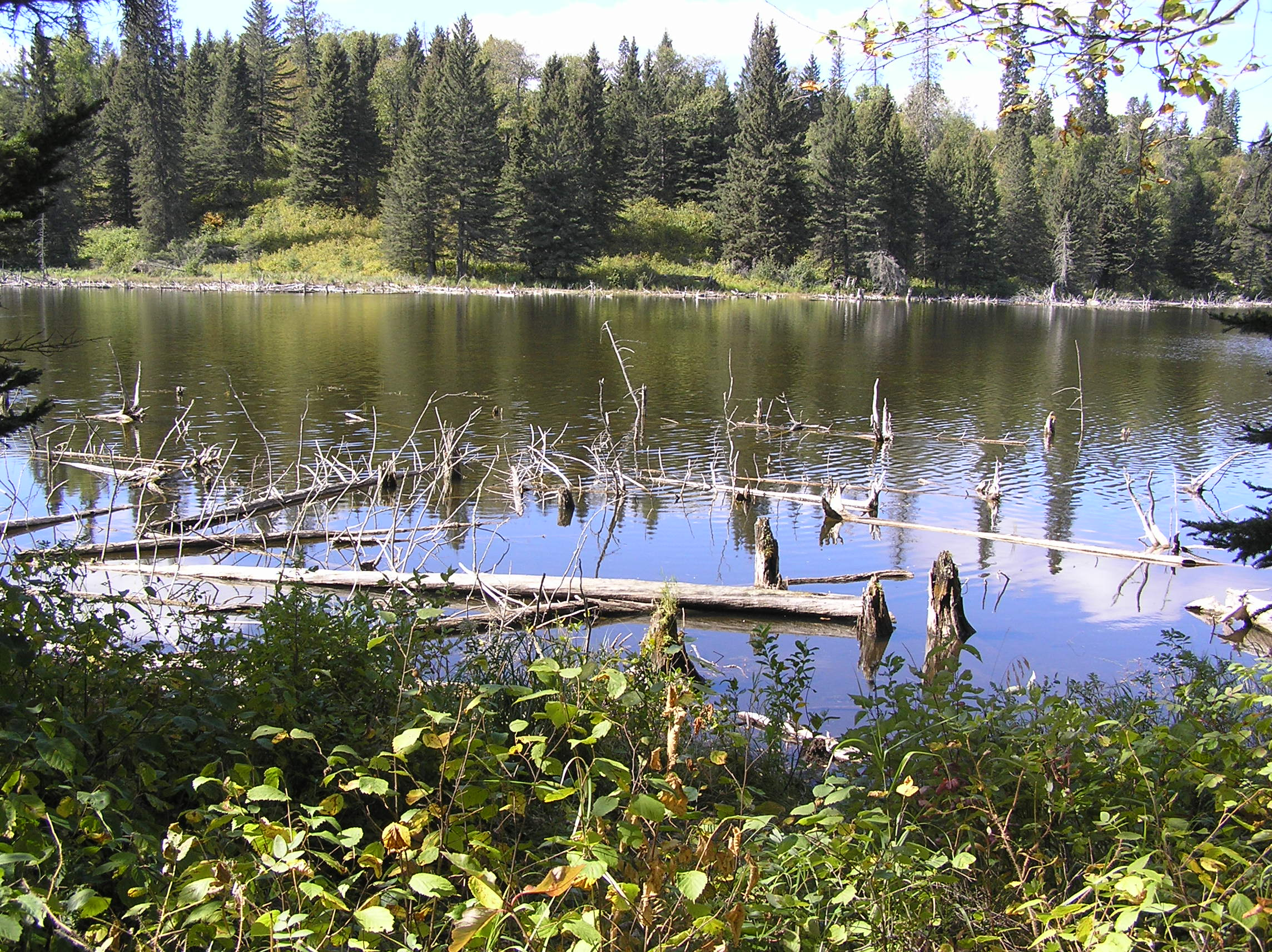
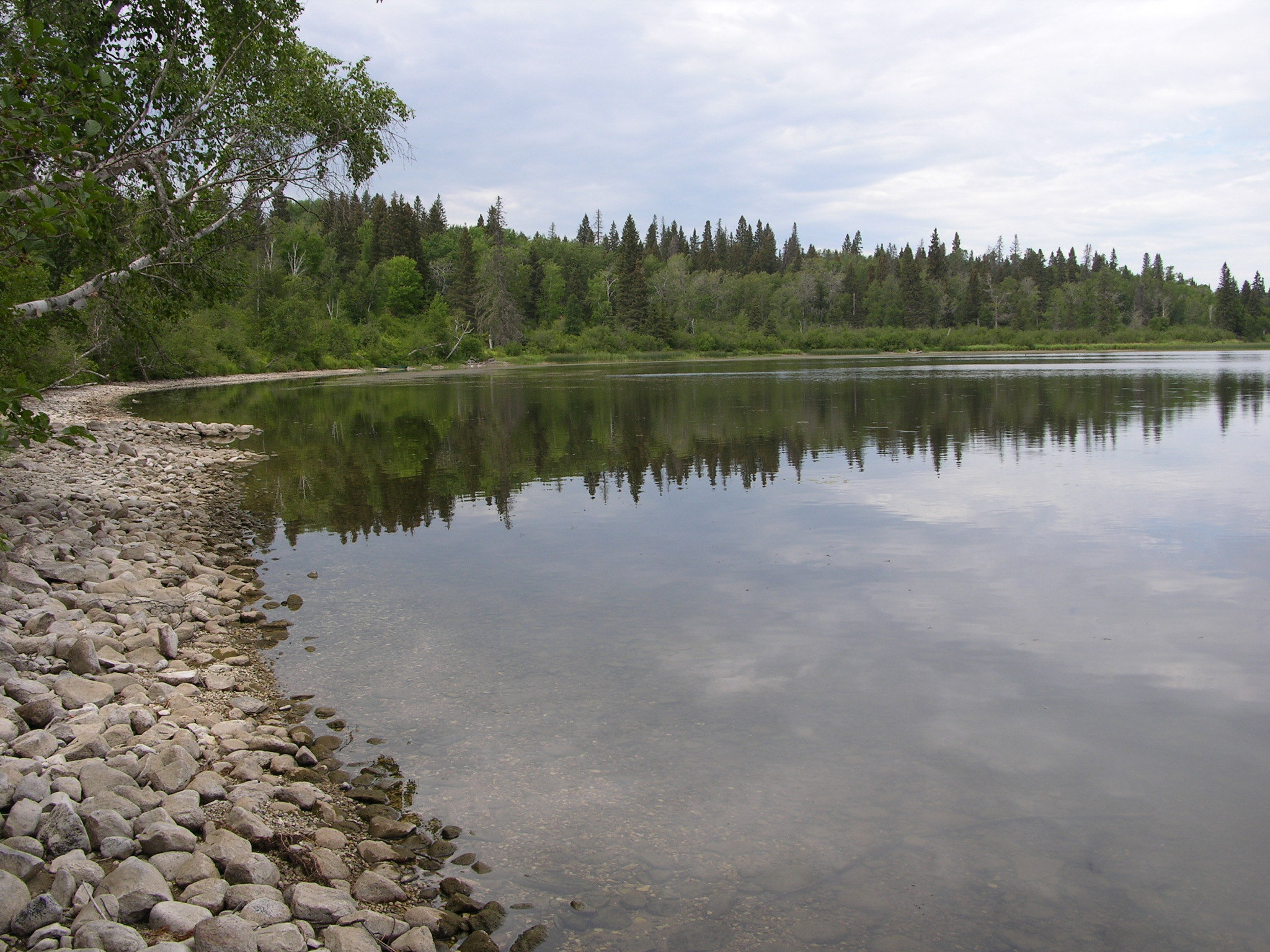